# ISO 3166-2:AE
ISO 3166-2:AE è uno standard ISO che definisce i codici geografici delle suddivisioni degli Emirati Arabi Uniti; è un sottogruppo dello standard ISO 3166-2.
I codici, assegnati ai sette emirati che costituiscono il paese, sono formati da AE- (sigla ISO 3166-1 alpha-2 dello Stato), seguito da due lettere

## Codici
| Codice | Emirato        |
| ------ | -------------- |
| AE-AZ  | Abu Dhabi      |
| AE-AJ  | Ajman          |
| AE-FU  | Fujaira        |
| AE-SH  | Sharja         |
| AE-DU  | Dubai          |
| AE-RK  | Ra's al-Khayma |
| AE-UQ  | Umm al-Qaywayn |